# Замок Арандел
Арандел, або Ерандел (англ. Arundel Castle) — замок, що височить над однойменним містечком в графстві Західний Сассекс. Його першим власником був Роджер Монтгомері — один з наближених Вільгельма Завойовника. Власник замку традиційно носить титул графа Арандела (найстаріший графський титул в Британії). З XV століття замок є основною резиденцією герцогів Норфолк з роду Говардів.
Початковий замок (закладений ще Едуардом Сповідником) кілька разів розширювався в XII столітті — спочатку для розміщення королеви Матильди і її свити, потім за вказівкою Генріха II. Споруда належала до поширеного у той час типу укріплень — плесі. У 1380 році Генріх IV зіграв в Аранделі весілля з Марією де Богун.
З часів Річарда Левове Серце замком володіли нащадки Вільяма д'Обіньї і Аделізи Лувенської. Після згасання роду Обіньї, замок (разом з титулом графа Арандела) перейшов по жіночій лінії до Фіцаланів. 1580 року володіння Фіцаланів дісталися у спадок нинішнім власникам, Говардам. Власники замку не раз з'являються на сторінках історичних хронік Шекспіра.
Арандельський замок зазнав великих втрат в ході громадянських воєн XVII століття. З поверненням моди на середньовічну архітектуру, 11-й герцог Норфолк на рубежі XVIII і XIX століть оновив свої покої в дусі неоготики. Будівля продовжувала перебудовуватися і у вікторіанський період, особливо у зв'язку з візитом королеви Вікторії з чоловіком у 1846 році.

## Галерея

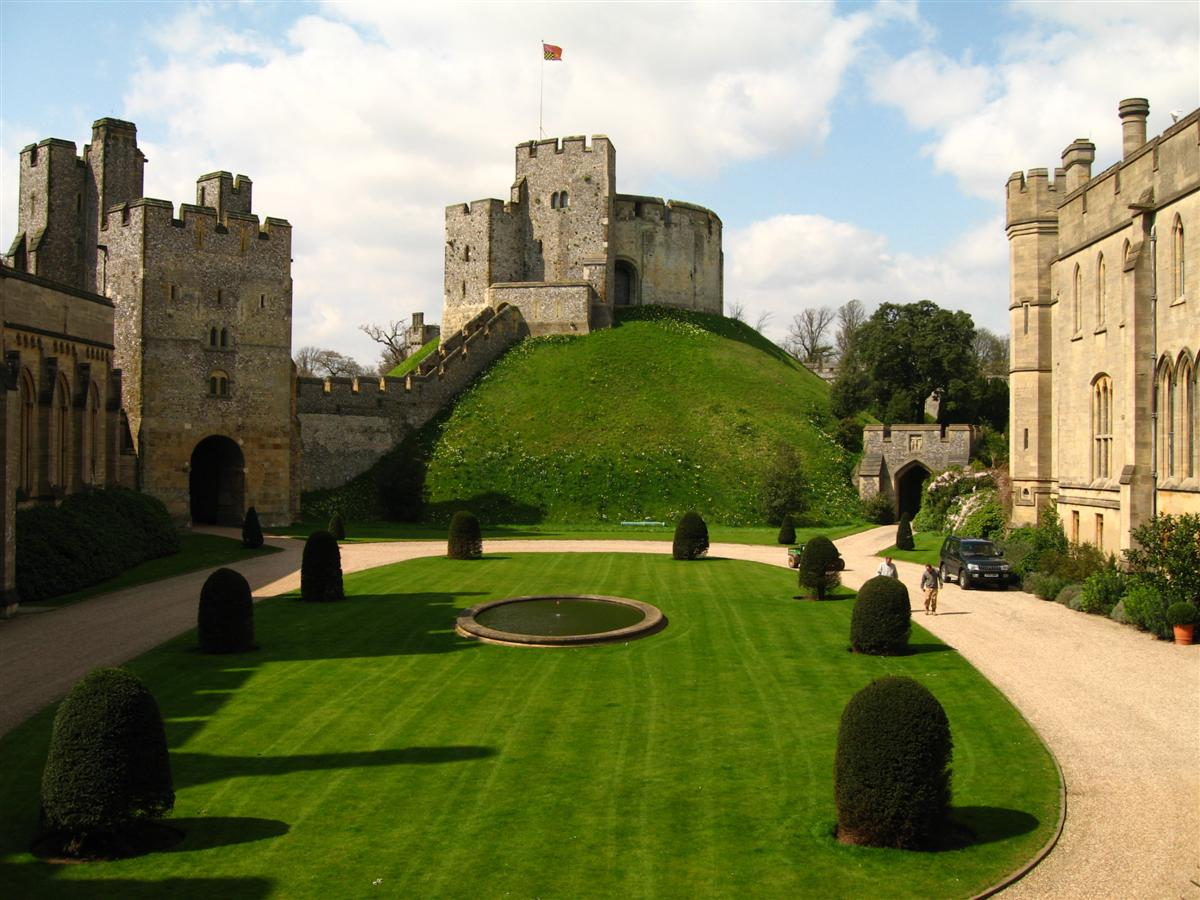
Двір замку
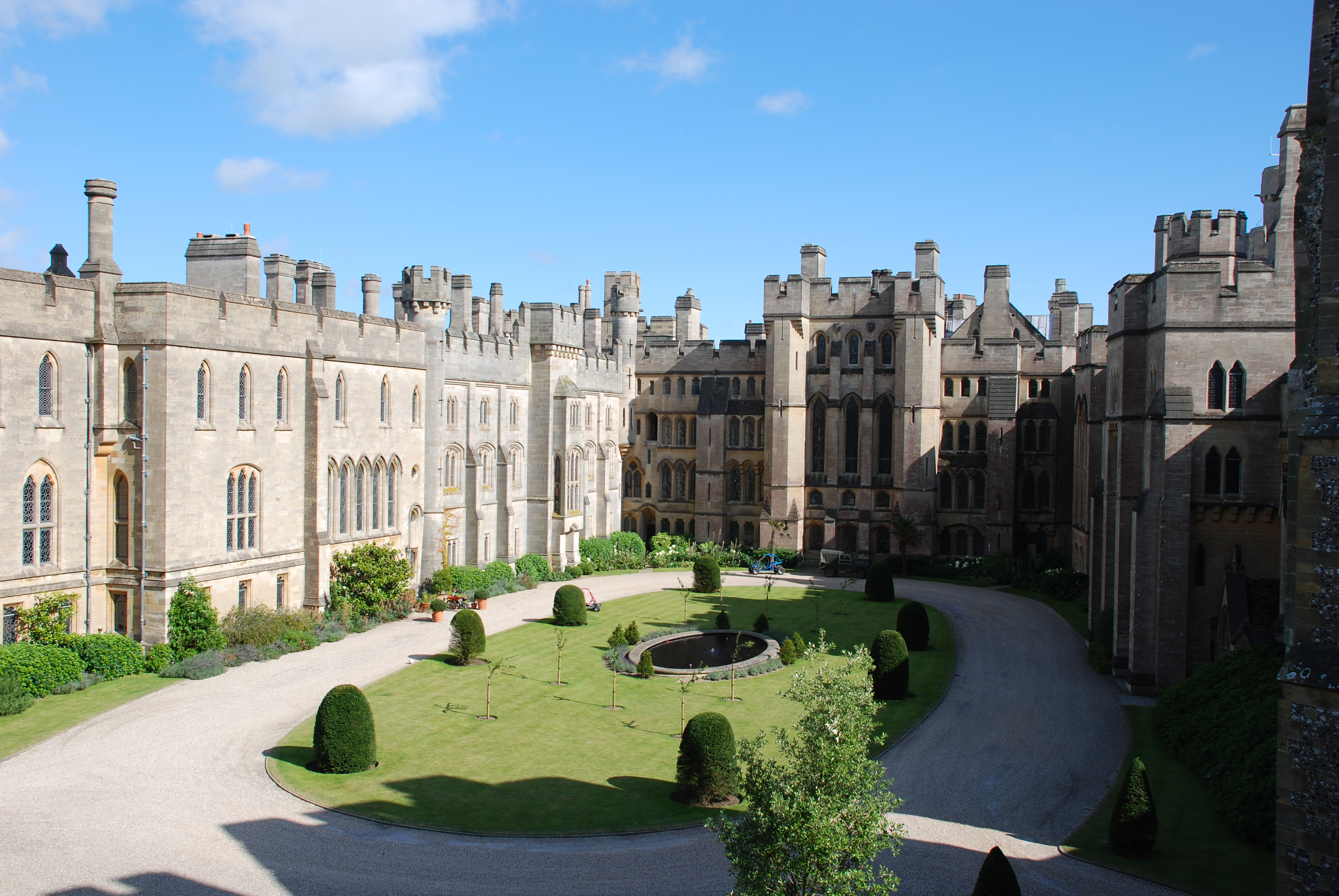
Двір на палац
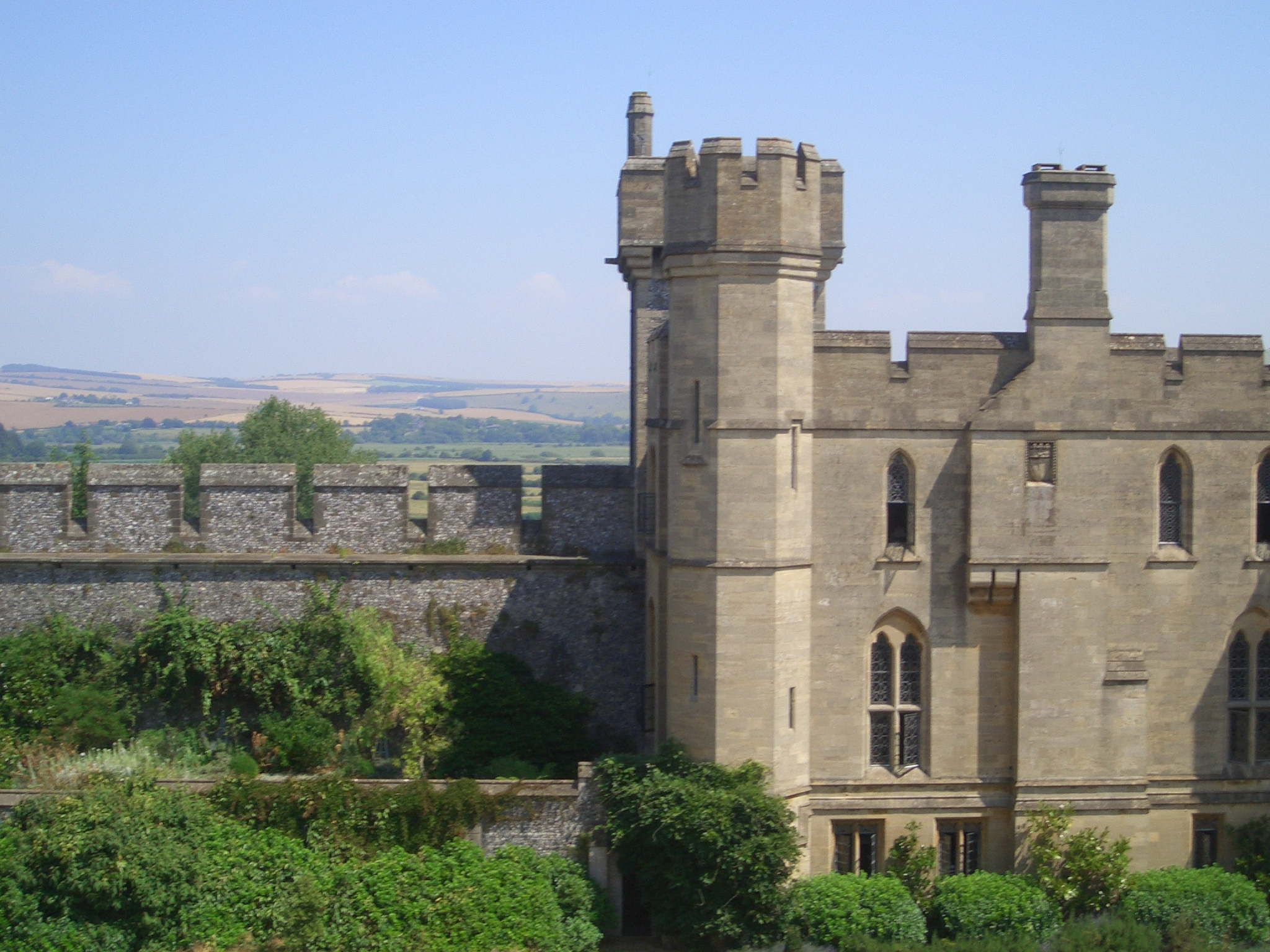
Вигляд на замковий мур